# Nordskot
Nordskot est une localité du comté de Nordland, en Norvège.

## Géographie
Administrativement, Nordskot fait partie de la kommune de Steigen.